# Assemblea Democràtica Shabak
Assemblea Democràtica Shabak és una organització que representa a la minoria shabak de l'Iraq, actualment sota administració del Govern Regional del Kurdistan. El seu líder és Hunain Al-Qaddo, president del Consell de les Minòries de l'Iraq (Iraq Minorities Council).
Fou fundada com a Coalició Democràtica Shabak el 2004 i va adoptar el nom d'Assemblea el 2005. Gaudeix del suport de la minoria shabak i té representants a diverses comunitats de majoria assíria on els shabaks són una minoria considerable. Recelosos amb els àrabs sunnites, tampoc són favorables als kurds i demanen una representació separada.
La bandera és blanca amb l'emblema al centre.